# 大盛!ラジオ定食
FM山口開局20周年記念特番 大盛!ラジオ定食（えふえむやまぐちかいきょく20しゅうねんきねんとくばん おおもりらじおていしょく）は、エフエム山口が2005年11月23日の11:30～19:55に放送した開局記念番組。エフエム山口では毎年開局記念日（12月1日）にあわせて開局記念特番を放送しているが、開局20周年を記念することもあり、所属アナウンサー全員出演による3部構成にて放送された。

## 内容

### 第1部 ビリウキミックス
- 放送時間：11:30～13:55
- DJ：BB金光、鈴木晶久、水谷寛

FM山口の人気番組である「MEN'S FOUR ビリビリFriday」と「ウキウキ放送局」のコラボレーション企画。山口らしい究極のラジオ・バラエティーを提案する企画として放送された。
コーナー内企画
- クイズ!お宅、オタクでしょ!?

山口におけるラジオ界のオタク、水谷がリスナーに出題。逆電して正解したら、水谷の私物コレクションからのプレゼントとなった。問題は、機動戦士ガンダム、新世紀エヴァンゲリオンから出題。
- Radio Gong Show 「アッキー・ブログ」

12時台と1時台に行った。1つのお題に関する話を60秒にまとめて話す。出題は金光、話すのは鈴木。これに似たことを2006.3のMEN'S FOUR ビリビリFriday内で、「マミー・ブログ」として行った。
- BB金光の解決御免!人妻相談室

金光が人妻で電話して悩みを聞くというコーナーだったが、応募が11時台最後で0通、12時台後半にやっと1通きたほど人気がなかった。
- こんなのいやだ! スペシャル

ビリビリFriday内の「こんなのいやだ」のスペシャル版。テーマは「ラジオ」。やはり、ビリフラリスナーの投稿が多かった。

### 第2部 やまだひさしのおでん始めました
- 放送時間：14:00～16:55
- DJ：やまだひさし、鈴木晶久、俊山真美

JFNの人気DJやまだひさしを迎え、やまだひさしと遊ぶ企画を中心に放送された。
コーナー内企画
- 緑山タイガ 実写版コンテスト
- 究極の選択!右か?左か?
- 萩焼の心「やまだ窯」

- アッキーとマミ姫のお漬物あります
  - 17:00～17:10に放送。実質的に2部と3部をつなぐ別枠として放送された。

### 第3部 予算のない音楽会
- 放送時間：17:20～19:55
- DJ：新井道子、井村由美子

この20年のヒット曲、FMYにゆかりのある曲の中から100曲をピックアップ、リスナー投票により選ばれた上位30曲をカウントダウンで紹介した。
コーナー内企画
- マスクド・スーパー・クイズ

#### 予算のない音楽会O.A.で発表された30曲
- 1位　TSUNAMI	　　　　 　サザンオールスターズ
- 2位　Automatic	　　　　 　宇多田ヒカル
- 3位　SAY YES	　　　　 　CHAGE&ASKA
- 4位　花	　　　　 　ORANGE RANGE
- 5位　innocent world	　Mr.Children
- 6位　世界に一つだけの花	　SMAP
- 7位　どんなときも。	　槇原敬之
- 8位　I LOVE YOU	　尾崎豊
- 9位　君がいるだけで	　米米クラブ
- 10位　HOWEVER	　　　　　 GLAY

- 11位　僕はここにいる	　山崎まさよし
- 12位　ラブストーリーは突然に　小田和正
- 13位　LOVE LOVE LOVE	　DREAMS COME TRUE
- 14位　今夜月の見える丘に	　B'z
- 15位　大きな古時計	　平井堅
- 16位　LA･LA･LA LOVESONG	　久保田利伸 with ナオミキャンベル
- 17位　Everything	　MISIA
- 18位　Marionnette	　BOØWY
- 19位　TRUE LOVE	　　　　　 藤井フミヤ
- 20位　リンダリンダ	　THE BLUE HEARTS
- 21位　愛は勝つ	　　　　　 KAN
- 22位　トモダチ	　　　　　 ケツメイシ
- 23位　CAN YOU CELEBRATE?　　安室奈美恵
- 24位　桜坂	　　　　　 福山雅治
- 25位　涙そうそう	　　　　 　BEGIN
- 26位　夢をあきらめないで	　岡村孝子
- 27位　Dearest	　　　　　 浜崎あゆみ
- 28位　空も飛べるはず	　スピッツ
- 29位　Diamonds	　　　　　 プリンセス・プリンセス
- 30位　LOVEマシーン	　モーニング娘。